# Josef Šural
Josef Šural (n. 30 mai 1990, Hustopeče⁠(d), Republica Cehă și Slovacă, Cehia – d. 29 aprilie 2019, Alanya, Provincia Antalya, Turcia) a fost un fotbalist profesionist ceh care a jucat pe postul de atacant.

## Carieră
În iunie 2011, Šural, împreună cu coechipierul său de la Zbrojovka Brno, Michael Rabušic, au semnat un contract pe trei ani cu Slovan Liberec din Gambrinus liga.
La 13 ianuarie 2016, s-a transferat la AC Sparta Praga.
S-a transferat la echipa turcă Alanyaspor în ianuarie 2019.
Šural a jucat 20 de meciuri la națională și a marcat un gol. El a făcut parte din echipa națională care a jucat la Euro 2016 în Franța, cu care a terminat pe ultimul loc din grup. Šural a jucat în cele trei jocuri ca înlocuitor și a primit un cartonaș galben în ultimul joc împotriva Turciei.

## Deces
Šural a murit la 29 aprilie 2019, când un microbuz care îl transporta și în care se aflau alți șase jucători s-a răsturnat la cinci kilometri din Alanya. Šural și coechipierii săi au fost duși la spital, dar Šural a murit din cauza rănilor sale. Steven Caulker și Papiss Cissé se aflau, de asemenea, în microbuz, dar au supraviețuit.